# Rue Saint-Jacques-de-la-Boucherie
La rue Saint-Jacques-de-la-Boucherie (ou rue Saint-Jacques-la-Boucherie) est une ancienne voie de Paris située dans les anciens 4e arrondissement, 6e arrondissement et 7e arrondissement et qui a disparu lors de l'ouverture du boulevard de l'Hôtel-de-Ville en 1854.

## Origine du nom
Elle tire son nom de la grande boucherie qui y était située, et de sa proximité avec l'église Saint-Jacques-de-la-Boucherie.

## Situation
La rue Saint-Jacques-de-la-Boucherie, d'une longueur de 153 mètres, commençait au 21, rue de la Planche-Mibray et au 1, rue des Arcis et finissait au 6, rue Saint-Denis. Les numéros de la rue étaient rouges. Le dernier numéro impair était le no 33 et le dernier numéro pair était le no 52.
- Les numéros impairs, du no 1 au no 27, étaient dans l'ancien 7e arrondissement, quartier des Arcis[2].
- Les numéros impairs, du no 29 au no 33, étaient dans l'ancien 4e arrondissement, quartier du Louvre[3].
- L'ensemble des numéros pairs étaient dans l'ancien 6e arrondissement, quartier des Lombards[4].

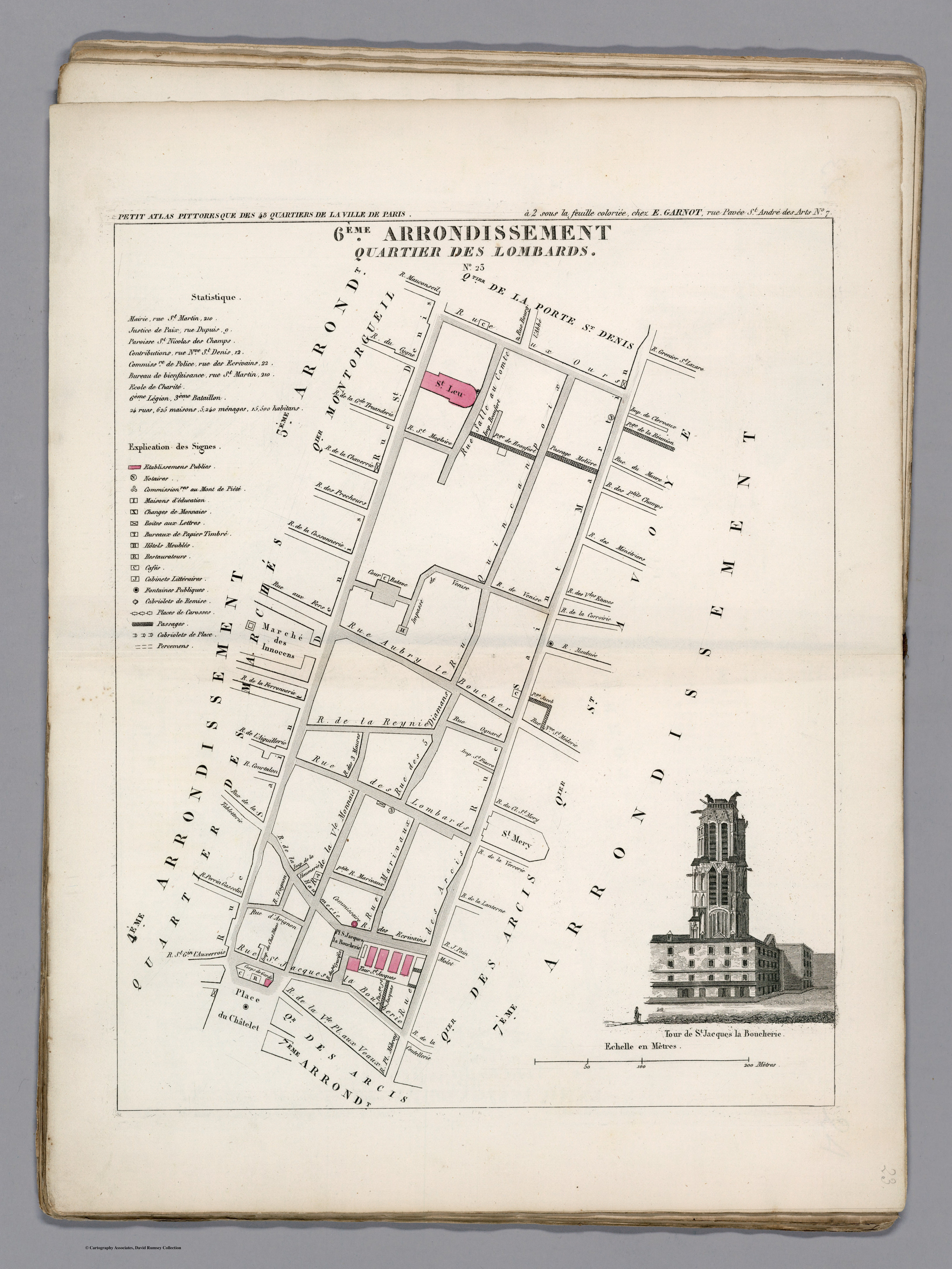
Plan du quartier des Lombards dans l'ancien 6e arrondissement en 1834.

## Historique
En 1300, 1313 et 1364 elle porte déjà ce nom et est citée dans Le Dit des rues de Paris, de Guillot de Paris, sous la forme de « rue Saint-Jacque » de par la proximité de la tour Saint-Jacques. À la fin du XIVe siècle, elle est appelée « rue de la Vannerie » dont elle forme la continuité de la rue des Arcis à la rue Saint-Denis. Renommée « rue du Porche-Saint-Jacques » puis « rue du Crucifix-Saint-Jacques » en 1512, elle prend le nom de rue de la Grande Boucherie
Elle est citée sous le nom de « rue Saint-Jacques-de-la-Boucherie » dans un manuscrit de 1636, ainsi que dans l'ouvrage de François  Colletet paru en 1679. 
En 1702, la rue, qui fait partie du quartier de Saint-Jacques-de-la-Boucherie, comporte 63 maisons et 10 lanternes. À partir de la Révolution, le « de » est régulièrement omis dans les publications et les plans, la voie étant référencée sous le nom de « rue Saint-Jacques-de-la-Boucherie », même si les deux appellations continuent à cohabiter.
Une décision ministérielle du 11 octobre 1806 signée Champagny fixe la moindre largeur de cette voie publique à 8 mètres. Cette moindre largeur est portée à 10 mètres, en vertu d'une ordonnance royale du 9 décembre 1838.
Une décision ministérielle du 18 février 1851 entérine la disparition de la rue Saint-Jacques-de-la-Boucherie (décret du 26 juillet 1852) qui est effective en 1854 lors des du percement du boulevard de l'Hôtel-de-Ville.

## Personnalités liées à la rue
- Achille Désiré Lefèvre (1798-1864), graveur, fut installé un temps au no 33.